# 舒克和贝塔
《舒克和贝塔》是上海美术电影制片厂根据郑渊洁长篇童话《舒克和贝塔历险记》改编的系列动画，由严定宪、林文肖等导演。该片讲述了两只小老鼠——飞行员舒克和坦克手贝塔的冒险经历。舒克和贝塔的故事在中国家喻户晓，无论作为童话书还是动画片，皆深受广大孩子及家长们的喜爱。全片共13集，横跨四年于1989年至1992年以动画电影的形式制作发行。
其中，第一集《名誉》于1989年12月制作完成。1990至1991年，前六集的制作顺利完成。1990年，前三集举行试映并收获很好的反响，1991年3月30日，获第四届中国电影“童牛奖”优秀美术片（1-3集）以及中国儿童少年电影“盐童奖”优秀美术片奖（1-2集）。1992年底，完成了全部13集的制作。
1992年9月14日起，《舒克和贝塔》的前十集于第二届全国影视动画展播中在中国中央电视台全国公映，并在同年11月的评选中获三等奖和音乐奖。1996年获第一届上海市优秀少儿读物评选奖励活动影视类二等奖。

## 原著
本作原著为童话作家郑渊洁1983年左右创作的代表作《舒克和贝塔历险记》。郑渊洁曾在采访中表示，舒克和贝塔首次碰面发生在1983年12月30日。
“1982年，我先创作了舒克的故事，那时的他还是孤零零的；随后，在1983年的年初，我写了另一只老鼠贝塔的故事。这两只老鼠一直没有相见，一直到1983年年底，确切地说，就是12月30日，舒克和贝塔相遇了。”

## 各集标题及完成时间
《舒克和贝塔》动画片共13集，以动画电影的形式制作发行和上映，横跨近四年时间完成。1989年12月，制作完成第一集。1990年，顺利完成了前6集的制作和前三集的试映，并在1991年3月举行的少儿电影“童牛奖”、“盐童奖”评选中获得良好反响。1991年底，完成了前10集的制作。
1992年9月14日至10月31日，《舒克和贝塔》的前10集于第二届中国影视动画展播期间在中国中央电视台公开首映并获三等奖和音乐奖。1992年底，完成了全部13集的制作和首映。
90年代中期之后，该动画片也以电视动画的形式在中国中央电视台电影频道及综合频道的《动画城》栏目多次重播。
- 第一集：名誉（1989年12月12日完成，1990年试映）[9]
- 第二集：不打不相识（1990年试映，1990年12月17日完成）[1][10]
- 第三集：克里斯王国（1990年试映，1990年12月17日完成）[1][10]
- 第四集：迫降（1990年底初步完成，1991年6月4日正式完成）[1][8]
- 第五集：路见不平（1990年底初步完成，1991年7月10日正式完成）[1][8]
- 第六集：烦恼（1990年底初步完成，1991年7月10日正式完成）[1][8]
- 第七集：出师不利（1991年12月6日完成）[8]
- 第八集：保卫机场（1991年12月23日完成）[8]
- 第九集：罗丘遇险（1991年12月31日完成）[8]
- 第十集：空中伏击（1991年12月31日完成）[8]
- 第十一集：秘密武器（1992年11月28日完成）[11]
- 第十二集：罗丘遇难（1992年12月21日完成）[11]
- 第十三集：人鼠之战（1992年11月28日完成）[11]

## 角色

### 主要角色
- 飞行员舒克。主人公之一。舒克是一只温厚、聪明、勇敢、理想主义的小老鼠，为摆脱老鼠的恶名出门冒险，常驾驶直升机帮助各种小动物。

- 坦克手贝塔。主人公之一。贝塔是一只善良、豪爽、洒脱、现实主义的小老鼠，乐于助人，喜欢喝汽油（原著为喝酒），可能还有恐高症。贝塔勇敢善战，是舒克最友好和忠实的朋友。

### 其他角色
- 皮皮鲁。人类小男孩，舒克贝塔的朋友，郑渊洁其他作品也有他的故事，后成为物理学家。
- 白露。一只半机械鼠，用“电魔法”恫吓群猫而成了克里斯王国（猫国）国王，爱吃猫肉。
- 菲菲。母老鼠。因为白露“心像冰一样冷”不想当白露的王后。
- 罗丘。胖老鼠，舒克贝塔的同伴，舒克贝塔航空公司餐饮经理。在与海盗的战争中不幸被炸死。
- 臭球。舒克贝塔的同伴，舒克贝塔航空公司机械师。
- 咪丽。粉色母猫，喜欢欺负贝塔，被贝塔开坦克击败，后与舒克贝塔和解。
- 大花。蓝色公猫，咪丽的哥哥，经常欺负小动物，一开始认为老鼠都是小偷，后与舒克贝塔和解。
- 海盗。独眼老鼠，动画中的反派，阴谋对舒克贝塔的航空公司展开袭击。
- 鼠王。舒克和贝塔城市里的鼠王，第13集登场，想用人类投放的鼠药投入人类的食物。被舒克和贝塔阻止。
- 小罗丘。罗丘的儿子。
- 头版。臭球的双胞胎兄弟，报社中长大，懂得新闻出版，在反对鼠王的行动中起到关键作用。

## 创作背景
20世纪90年代是中国动画电影产业不断扩大和转型的时期。在这一时期，中国动画电影制作量大幅增加，这得益于与国外动画厂商的经验交流、数字化生产方式的广泛应用以及各生产单位的多元化发展。在这个时期，中国动画影坛仍然涌现出许多艺术短片佳作和动画系列片。这些作品吸收了国外的创作理念，既有实验性的、追求形式美的作品，也有专门给成人观看的哲理作品，还有一些在儿童题材基础上有所突破的作品。《舒克和贝塔》就是其中之一。
上海美影厂的系列片生产历史并不长，规模也不大，因此无法像一些国家那样采用工业化的生产方式。他们的前期工作有一套完整的团队，导演负责总体构思和画面分镜头，而其他设计稿、摄影表、形象转面图、拍摄技术处理等工作则由专人负责，分工明确，各司其职。因此，前期准备工作时间短且效率高。然而，《舒克和贝塔》制作团队在进行前期准备时，并没有一支精干的队伍，许多工作都需要导演亲自处理，使得工作变得非常辛苦。
这部动画是根据童话大王郑渊洁的童话书《舒克和贝塔历险记》改编而来。编剧姚忠礼回忆道，1987年，他四岁的儿子听了《舒克和贝塔》的故事后深受感动，对故事中的小老鼠舒克和他的母亲充满了同情。他希望姚忠礼能够将这个故事改编成动画片。姚忠礼也看中了《舒克和贝塔》简单故事背后打动人心且符合时代潮流的主题，很快便完成了剧本的创作。
该片聘请了上海美术电影制片厂的一级美术设计师刘泽岱，负责全片的造型设计和景物的风格草图绘制。刘泽岱运用充满童趣的漫画风格，塑造了动物拟人化的形象，为这部系列动画片增添了光彩。严定宪和林文肖需要完成每一集300多幅画面的分镜头台本，设计稿，详细写出每个镜头的摄影表，画出角色形象转面的标准图，并为每集提供一份“导演阐述”，作为执行导演的工作依据。这些任务需要同时进行，不能间断。两位老艺术家对比了系列片与艺术性短片创作过程中各个工作环节的异同，并根据需求学习国外动画生产的先进经验，改进工作方法，统一安排制片进度，减少后期增补调整，提高工作效率，使其更符合系列片的生产规律。在绘制该片的分镜头台本时，严定宪和林文肖两位导演希望尽可能考虑得仔细周到，一旦定稿就尽量保持稳定不变，避免在绘制后进行修正和反复。为了达到这一目标，他们根据各自的长处分工合作，互相补充，统一认知后一起在家闭关画分镜头台本。

## 制作团队
- 原作：郑渊洁
- 导演：严定宪、林文肖、胡依红、王加世、闫善春、姚光华、沈寿林、薛梅君、彭戈
- 编剧：姚忠礼、聂欣如、张治远
- 摄影：王世荣、范慧媛、钱金熙、吴华荣、耿康、沈坚、童年
- 录音：虞妙英
- 作曲：金复载
- 配音导演：韦启昌
- 配音演员：范捷、翟巍、范蕾颕、余大金、洪海天、迟琳文、范益松、柯达、陈醇、王珎珏、张英华、姚培华、李泠涛、梅梅、钟纯宏
- 美术设计：刘泽岱、任幅中、常保生、龚金福、吴怀泽、许宙
- 背景设计：任幅中、常保生、沈同春、沈政良、姜建伟、贺良逸、周克俭、李庆吉、龚金福、吴怀泽、周岭、赵燕
- 动画设计：林文肖、陈玉清、龚晓峰、江敬之、范本新、徐祖明、李国忠、金建铭、张明达、方磊、廖星、彰戈、胡萍、华毅、章继忠、庆小松、陈令长、彭永良、戎海国、朱宗龙、彭永良、缪俊彦、吴宇飞、章权、胡甜、肖刚、王露、黄禾、吴忠众、李晓煜、沈海浩、丁小平、储天雷
- 制作：上海美术电影制片厂

## 出版物
- 《舒克和贝塔》连环画丛书简装单行本共4小册，于1992年6月由中国电影出版社出版发行。[13]精装本于1993年6月和1994年1月首次出版发行，共分上下两册。连环画根据上海美术电影制片厂的同名动画改编，由著名动画家严定宪等影片主创人员亲自编绘。[14][15]
- 《舒克和贝塔》录像带于1995年由上海电影音像出版社出版发行，ISRC CN-E28-95-00044-0/V.J9[16]
- 《舒克和贝塔》VCD于1996年由上海电影音像出版社出版发行，ISRC CN-E28-96-0069～0072-0/V.J9[17]

## 轶闻
- 关于“贝”的读音：本片是上海美术电影制片厂摄制[18]，因此配音演员和主题歌演唱者们按上海口音读成béi（二声）；也有其他的音像制品（如有声读物）读为bēi（一声）。
- 1992年至1996年期间，上海美影厂单方授权中国电影出版社出版发行了根据《舒克和贝塔》动画片改编的连环画《舒克和贝塔》，见#出版物段落。毫不知情的原作者郑渊洁于是在1996年将二者告上法庭。1996年5月3日，北京市版权局裁定上海美影厂和中国电影出版社侵权。收缴销毁侵权出版物。中国电影出版社向郑渊洁赔偿两万元。[19]

## 相关作品
- 《舒克贝塔》是北京皮皮鲁总动员文化科技有限公司制作的一部3D动画剧集，改编自郑渊洁长篇童话《舒克和贝塔历险记》；共26集，于2019年9月27日在腾讯视频独家开播，每周五更新两集。郑亚旗负责导演，于飞负责编剧。同年11月5日，《舒克贝塔》播放量破亿。12月，官方发布《舒克贝塔》下半部分的预告片，片名为《鼠年再见！》

- 《舒克贝塔第二季》，共26集，于2020年7月24日在腾讯视频独家开播。2021年5月21日，本片入围第27届上海电视节白玉兰奖。

## 节目变迁
| 中国中央电视台 《动画城》 週一至週六 17:30-18:00 | 中国中央电视台 《动画城》 週一至週六 17:30-18:00 | 中国中央电视台 《动画城》 週一至週六 17:30-18:00 |
| ------------------------------------------------ | ------------------------------------------------ | ------------------------------------------------ |
|                                                  | 舒克和贝塔 （1998.1 - 1998.1.27）                |                                                  |
| 待查                                             | 浑元 （1998.1.28 - 1998.2.10）                   |                                                  |

| 重温经典频道 动画剧场 週一至週日 18:00-19:00 | 重温经典频道 动画剧场 週一至週日 18:00-19:00 | 重温经典频道 动画剧场 週一至週日 18:00-19:00 |
| -------------------------------------------- | -------------------------------------------- | -------------------------------------------- |
|                                              | 舒克和贝塔 （2024.2.22 - 2024.2.27）         |                                              |
| 九色鹿 [二轮复播] （2024.2.22）              | 小蝌蚪找妈妈 [二轮复播] （2024.2.27）        |                                              |